# Хасанов, Абдусалом
Абдусалом Хасанов (тадж. Абдусалом Ҳасанов; род. 22 апреля 1979, Чкаловск) — таджикский боксёр, представитель полулёгкой и легчайшей весовых категорий. Выступал за сборную Таджикистана по боксу в период 1999—2005 годов, бронзовый призёр чемпионата мира, бронзовый призёр Азиатских игр, обладатель серебряной медали Центральноазиатских игр, победитель и призёр турниров международного значения. Ныне — тренер по боксу.

## Биография
Абдусалом Хасанов родился 22 апреля 1979 года в городе Чкаловск Согдийской области Таджикской ССР. Проходил подготовку в Душанбе в спортивном клубе «Шохона».
Дебютировал на взрослом международном уровне в сезоне 1999 года, когда вошёл в основной состав таджикской национальной сборной и выступил на чемпионате Азии в Ташкенте, где был остановлен уже на предварительном этапе полулёгкой весовой категории — с близким счётом 7:8 уступил иранцу Мохаммаду Асхери.
В 2001 году побывал на международном турнире «Ахмет Джёмерт» в Стамбуле и на чемпионате мира в Белфасте — боксировал здесь в легчайшем весе, добравшись до стадии 1/8 финала и проиграв ирландцу Демиену Маккенне.
На летних Азиатских играх в Пусане в категории до 54 кг благополучно прошёл первых двоих соперников по турнирной сетке, тогда как в третьем полуфинальном бою со счётом 7:17 потерпел поражение от представителя Южной Кореи Ким Вон Иля и получил таким образом бронзовую награду.
В 2003 году стал серебряным призёром в полулёгком весе на домашних Центральноазиатских играх в Душанбе, уступив в решающем финальном поединке узбеку Бекзоду Хидирову, выступил на Афроазиатских играх в Индии, завоевал бронзовую медаль на мировом первенстве в Бангкоке, где в полуфинале был побеждён немцем Виталием Тайбертом.
Был лучшим на Мемориале Исмаила Хамзалиева 2004 года в Худжанде. Пытался пройти отбор на летние Олимпийские игры в Афинах, однако на азиатской олимпийской квалификации в Гуанчжоу уже в стартовом поединке потерпел поражение по очкам от представителя КНДР Ким Сон Гука.
В 2005 году одержал победу на чемпионате Таджикистана в зачёте полулёгкой весовой категории. Вскоре по окончании этого сезона покинул расположение таджикской сборной.
После завершения спортивной карьеры занялся тренерской деятельностью, работал тренером по боксу в своём родном клубе «Шохона».